# Brooke Foss Westcott
Brooke Foss Westcott (Birmingham, 12 de gener de 1825 - 27 de juliol de 1901) fou un clergue i erudit anglès. Des de 1870 a 1890 fou professor de Divinitat a Cambridge. Junt a F. J. A. Hort, publicà el «Nou testament en Grec Original» (2 vol., 1881). Des de 1890 fins a la seva mort fou bisbe de Durham. S'ha fet famós pels seus comentaris sobre la Bíblia.

## Obres
- Elements of the Gospel Harmony (1851)
- History of the Canon of First Four Centuries (1853)
- Characteristics of Gospel Miracles (1859)
- Introduction to the Study of the Gospels (1860)
- The Bible in the Church (1864)
- The Gospel of the Resurrection (1866)
- Christian Life Manifold and One (1869)
- Some Points in the Religious Life of the Universities (1873)
- Paragraph Psalter for the Use of Chotrs (1879)
- Commentary on the Gospel of St John (1881)
- Commentary on the Epistles of St John (1883)
- Revelation of the Risen Lord (1882)
- Revelation of the Father (1884)
- Some Thoughts from the Ordinal (1884)
- Christus Consummator (1886)
- Social Aspects of Christianity (1887)
- The Victory of the Cross: Sermons in Holy Week (1888)
- Commentary on the Epistle to the Hebrews (1889)
- From Strength to Strength (1890)
- Gospel of Life (1892)
- The Incarnation and Common Life (1893)
- Some Lessons of the Revised Version of the New Testament (1897)
- Christian Aspects of Life (1897)
- Lessons from Work (1901)